# Cimini (cantautore)
Cimini, pseudonimo di Federico Cimini (Cosenza, 26 febbraio 1988), è un cantautore italiano.

## Biografia
Nato nel 1988, cresce a San Lucido, comune in provincia di Cosenza. Finito il liceo si trasferisce a Bologna, per intraprendere gli studi universitari. Nel 2013 pubblica il suo primo album di inediti, L'importanza di chiamarsi Michele, seguito poi nel 2015 da Pereira.
Nel 2017 inizia un nuovo percorso artistico, firmandosi semplicemente Cimini e pubblicando vari singoli che saranno inclusi nel primo album del nuovo progetto, Ancora meglio. Nel 2019 partecipa al Festival di Sanremo Nuove Proposte con il brano Anime impazzite. Nel 2021 pubblica l'album in studio Pubblicità.

## Discografia

### Album in studio
- 2013 – L'importanza di chiamarsi Michele (come Federico Cimini)
- 2015 – Pereira (come Federico Cimini)
- 2018 – Ancora meglio
- 2021 – Pubblicità

### Singoli
Come artista principale
- 2017 – La legge di Murphy
- 2017 – Un'altra possibilità
- 2018 – Una casa sulla luna
- 2018 – Sabato sera
- 2018 – A14
- 2018 – Tokyo
- 2019 – Anime impazzite
- 2020 – Scuse
- 2021 – Innamorato
- 2021 – Domenica mattina
- 2021 – Gelosia
- 2022 – Limone
- 2022 – Etna (feat. Dutch Nazari)

Come artista ospite
- 2018 – Non è Caracas (con I Giocattoli)
- 2020 – Una canzone come gli 883 (con DPCM Squad)
- 2020 – Monna Lisa (con Federico Poggipollini)
- 2022 – Il demonio (con Management e Nicolò Carnesi)

### Collaborazioni
- 2020 – Fucking primavera, con Lo Stato Sociale in Albi e Attentato alla musica italiana
- 2020 – A metà, con The Bluebeaters in Shock!
- 2021 – Judo, con Kaufman in Parkour (Lato A)
- 2021 – Lasciarti perdere, con Scarda in Bomboniere
- 2022 – Odio l'inverno, con Svegliaginevra in Pensieri sparsi sulla tangenziale
- 2022 – I goal di Chiesa in nazionale, con i Legno in Lato A

### Partecipazioni
- 2019 – Faber nostrum, con il brano Canzone per l'estate insieme a Lo Stato Sociale